# Le Chasseur français (Vian)
Pour les articles homonymes, voir Le Chasseur français.
Le Chasseur français est une pièce de théâtre écrite par Boris Vian en 1955. Parue pour la première fois en 1970, après son décès, il s'agit d'une comédie musicale en trois actes, qui tient du vaudeville de par son ton léger et son écriture argotique.

## Résumé
Le Chasseur français, vénérable institution de la presse écrite française, a engagé un détective privé, Blairjuste, pour contrôler les petites annonces matrimoniales, et éventuellement lancer des filatures lorsque certaines d'entre elles deviennent louches. C'est ainsi qu'au coin du Bois des Homards, doivent se rencontrer deux personnes, dont l'une exige de l'autre qu'elle se trouve "seule, sans famille ni relation". Mais il s'avère que ce rendez-vous n'était pas louche au sens où l'on pouvait se l'attendre. L'agresseur n'est autre que Jacques Martin, alias Tom Collins, auteur de romans policiers de la Série noire dont le fameux Une salope de moins, qui souffre d'un terrible manque d'inspiration, et doit donc vivre ses intrigues pour arriver à les écrire.

## Style
Selon le site Le Guichet du savoir de la Bibliothèque de Lyon, cette pièce écrite sans musique par Boris Vian a été ensuite transformée en comédie musicale à la demande d'Ursula Kübler qui a fait appel au compositeur Stéphane Varègues pour les premières représentations au théâtre Paris-Villette.
Selon Noël Arnaud, en 1955 la pièce était déjà conçue comme une comédie musicale en trois actes.
Vian use d'un argot très fleuri, en particulier pour le personnage de la Marquise de Piripin, quadragénaire en mal de sensation et plutôt portée sur la chose. Selon Guylaine Massoutre qui fait un compte rendu de la pièce dans le no 74 de la revue Théâtre « ...le petit lexique du programme était bien nécessaire, surtout dans une salle où les voix ne sont pas toujours bien mises en valeur ou projetées. L'argot parisien des années cinquante vous en met aisément plein la trogne, la bobine, la tronche, la mangeoire... bref, la gueule ; si votre tasse-broque est trop fin, vous pourrez toujours vous trisser avant l'entracte ; ne faites pas cette face de brème, ces chansons de Boris vous les connaissez et vous pouvez les fredonner en chœur ».
Les personnages sont truculents, chacun avec un caractère trempé. Le plus fantasque d'entre eux est sans doute le révérend père Brique, dominicain qui n'y va pas de main morte sur la bouteille, et amateur d'intrigues amoureuses.